# شاه‌مرغ گلوسفید
شاه‌مرغ گلوسفید (نام علمی: Tyrannus albogularis) نام یک گونه از سرده شاه‌مرغ است.